# Сомоза, Алекс
Алекс Сомоза Лозада (кат. Alex Somoza Losada; 7 июля 1986) — андоррский футболист, полузащитник. Выступал в составе национальной сборной Андорры. С 2015 по 2018 годы — главный тренер клуба «Интер» (Эскальдес).

## Биография

### Клубная карьера
Сезон 2005/06 Сомоза провёл в андоррском клубе «Санта-Колома». После в играл за клуб «Принсипат» из Андорра-ла-Вельи. В сезоне 2007/08 выступал за «Ранжерс». В июле 2007 года сыграл в двух проигрышных играх квалификации Лиги чемпионов, против молдавского «Шерифа» (5:0 по сумме двух матчей). Позже Сомоза выступал за испанский «Бинефар», клуб выступал в четвертом по значимости дивизионе Испании.
С 2009 года по 2014 год он играл за клуб «Андорра». В сезоне 2014/15 выступал за «Энкам», в составе которого сыграл 10 игр.

### Карьера в сборной
Выступал за юношескую сборную Андорры до 17 лет и провёл 10 матчей и забил 1 гол в турнирах УЕФА. За сборную до 19 лет сыграл 8 игр. В 2006 году провёл 2 поединка за молодёжную сборную Андорры до 21 года.
в 2006 года дебютировал за национальную сборную Андорры. В рамках отборочного турнира на чемпионат мира 2010 Сомоза сыграл 2 матча.
Всего за сборную Андорры провёл 8 матчей признанных ФИФА и 1 неофициальную игру против Латвии.

### Тренерская карьера
В 2015 году возглавил команду чемпионата Андорры — «Интер» из Эскальдеса. В сезоне 2016/17 «Интер» стал победителем Сегона Дивизио и вернулся в Примеру.

## Достижения
- Победитель второго дивизиона Андорры (1): 2016/17